# Локалита Буси (Мачерата)
Локалита Буси (итал. Località Bussi) насеље је у Италији у округу Мачерата, региону Марке.
Према процени из 2011. у насељу је живело 19 становника. Насеље се налази на надморској висини од 478 м.